# Alan Williams (koszykarz)
Alan Travis Williams (ur. 28 stycznia 1993 w Phoenix) – amerykański koszykarz, występujący na pozycjach skrzydłowego oraz środkowego, obecnie zawodnik Lokomotiwu Kubań.
8 marca 2016 roku podpisał 10-dniową umowę z klubem Phoenix Suns. 2 lipca 2018 został zwolniony przez zespół z Arizony.
19 września 2018 zawarł umowę kontrakt z Brooklyn Nets na występy zarówno w NBA, jak i zespole G-League – Long Island Nets.
5 lipca 2019 dołączył do chińskiego Shaanxi Xinda. 27 lipca został zawodnikiem rosyjskiego Lokomotiwu Kubań.

## Osiągnięcia
Stan na 28 lipca 2019, na podstawie, o ile nie zaznaczono inaczej.
NCAA
- Zawodnik roku konferencji Big West (2014)[7]
- MOP (Most Outstanding Player) turnieju Great Alaska Shootout (2015)
- Zaliczony do:
  - I składu:
    - konferencji Big West (2013–2015)
    - turnieju:
      - konferencji Big West (2015)
      - Great Alaska Shootout (2015)
- 2-krotny lider NCAA w zbiórkach (2014, 2015)[8]
- Uczestnik meczu gwiazd NCAA – Reese's College All-Star Game (2015)

Indywidualne
- Lider CBA w zbiórkach (2016)
- Zaliczony do:
  - I składu G-League (2019)[9]
  - II składu najlepszych zawodników letniej ligi NBA 2015